# (8001) Ramsden
(8001) Ramsden es un asteroide del cinturón principal, descubierto el 4 de octubre de 1986 por el astrónomo checo Antonín Mrkos en el Kleť-Observatorium (IAU-Code 046).
El cuerpo celeste debe su nombre al óptico e inventor británico Jesse Ramsden (1735–1800). 